# Friedrich Mahlo
Friedrich Mahlo (* 1927) ist ein ehemaliger deutscher Basketballspieler, -trainer und -funktionär sowie Sportwissenschaftler.

## Laufbahn
Mahlo nahm 1951 mit einer aus Studenten und Sportlehrern bestehenden Basketball-Mannschaften an den Weltfestspielen der Jugend in Berlin teil. Ebenfalls als Spieler gehörte er 1953 einer gesamtdeutschen Auswahlmannschaft an, die bei der Europameisterschaft antrat. Mahlo, der ab 1952 in Berlin in den Hackeschen Höfen lebte, baute nach den Weltfestspielen eine Studentenmannschaft auf, aus der noch 1951 bei der HSG Wissenschaft Humboldt-Universität (HU) Berlin die erste Basketball-Sektion in Berlin erwuchs. Zwischen 1953 und 1961 gewann die Herrenmannschaft der HSG Wissenschaft HU Berlin, die Mahlo als Trainer betreute, durchgehend die DDR-Meisterschaft.
Als Trainer war er Mitte der 1950er Jahre zeitweilig für die Herren-Nationalmannschaft der Deutschen Demokratischen Republik verantwortlich, die Vereinsmannschaft der HSG Wissenschaft HU Berlin trat unter seiner Leitung auch im Europapokal an. Als Funktionär war Mahlo in den 1950er Jahren als Generalsekretär für den Basketball-Verband der DDR tätig.
Mahlo war an der Humboldt-Universität Professor für Sportwissenschaft, nachdem er 1979 seine Promotion B mit der Arbeit „Zur Optimalausprägung des spezifischen Kraft- und Ausdauerfaktors in der Kraftausdauerfähigkeit von Leistungsruderinnen und -ruderern des DRSV der DDR: ein Beitrag zur weiteren Aufhellung der konditionellen Leistungsstruktur und zur Qualifizierung des Krafttrainings im Rudern“ abgeschlossen hatte. Bereits 1962 brachte er das Buch „Basketball-Grundschule“ heraus, veröffentlichte Aufsätze unter anderem zu den Basketball-Themen „Die Erarbeitung der taktischen Spielkonzeption im Basketball“ (1965), „Erhöhung der Wirksamkeit taktischer Angriffsverfahren im Basketballspiel“ (1966) und „Erhöhung der Wirksamkeit des Angriffs im Basketball durch eine auf taktische Angriffsalternativen basierende taktische Spielkonzeption“ (1968). Später beschäftigte er sich eingehend mit der Sportart Rudern und dabei unter anderem mit Kraft- und Ausdauerfähigkeiten. Als Mitherausgeber veröffentlichte er 1994 das Werk „Kraftfähigkeiten und Krafttraining von Rudersportlern“.